# Преображенский, Александр Борисович
Александр Борисович Преображенский (псевдоним Артём Кораблёв, род. 1959) — российский детский писатель, прозаик, редактор, журналист. Кандидат медицинских наук, биофизик.

## Биография
Родился в Москве 27 августа 1959 г. В 1977 году поступил на медико-биологический факультет 2-го Московского медицинского института (тогда МОЛГМИ, ныне РГМУ) им. Н. И. Пирогова, отделение биофизики. Окончил этот институт в 1984 году и до 1994 года работал в НИЛ биологически активных веществ гидробионтов (НИЛ БАВГ, впоследствии НПЦ ГИДРОБИОС). В1993 г. защитил диссертацию на звание кандидата медицинских наук по специальности биофизика. С 1994 года научной деятельностью в сфере медицины не занимался.
Ушёл работать в книжное издательство «Ириус», где в 1995 г. вышла первая книга «История Америки для детей», в том же 1995 г. поступил на заочное отделение Литературного государственного института им. А. М. Горького на семинар детской и юношеской литературы под руководством Романа Семёновича Сефа и Сергея Анатольевича Иванова. Окончил институт в 2000 г. Рассказы и сказки с 1995 г. публиковались в периодических изданиях: «Тридевятое царство», «Миша», «Стригунок», «Кукумбер», «Литературный калейдоскоп» (приложение к «Литературной газете»), в «Педагогической газете» и др., а также в интернет-изданиях «Молоко», «Русская жизнь». Лауреат премии Юрии Коваля −1996 г., учрежденной журналом «Стригунок», за рассказ «Волшебный цветок».
В издательстве «ЭКСМО» с 1996 по 1998 г. публиковался под псевдонимом Артем Кораблев (Артем Борисович Кораблев), впоследствии все книги за исключением «Очень тёмное дело», были переизданы под настоящей фамилией автора — Александр Преображенский.
Параллельно литературной деятельности с 1995 г. занимался и занимается журналистикой. Работал корреспондентом, редактором, зам. главного редактора, главным редактором и шеф-редактором различных изданий и издательств технического направления (газета «Алло +», журналы: «Аква-Терм», «Аква-Терм эксперт», «Теплоснабжение в России: современные тенденции», «Коммунальный комплекс России», «ЖКХ: технологии и оборудование», «Красивые дома», «Кровля, фасады, изоляция», «Промышленный вестник» и др.). Вместе с Владимиром Майоровым с 2008 г. ведет литературный семинар детско-юношеской литературы в ЦДЛ.
Женат, дочь и сын.
Член Международного сообщества писательских союзов с 05. 05. 1997 г.
- Родители: отец — Преображенский Борис Алексеевич (1935—1997), мать — Преображенская (Иорданская) Наталья Николаевна (1931—1996).
- Жена: Преображенская (Сахарова) Татьяна Анатольевна 1961 г. рождения, врач-биофизик.
- Дочь: Преображенская Марина Александровна, 1984 г. рождения — художник, окончила Московский государственный академический художественный институт имени В. И. Сурикова.
- Сын: Преображенский Александр Александрович, 1989 г. рождения.

## Публикации

### Подростковые повести
«Рыбалка на живца» 1997, 1999 («ЭКСМО»)
«Охота на привидений» 1997(«ЭКСМО»), 1999, 2000 («АСТ»), 2001 («ЭКСМО»)
«Охота за привидениями» (сокращенный вариант) 2010 («ЭКСМО»)
«Кто съел кенгуру» 1997(«ЭКСМО»)
«К черту в гости» 1997, 2001 («ЭКСМО»)
«Похищение на двойку» 1997, 2002 («ЭКСМО»)
«В школе чёрного колдуна» 1998, 2002 («ЭКСМО»)
«Вор понарошку» 1998 г., 2000 («ЭКСМО»)
«Веселый прогульщик» 1998, 2002 («ЭКСМО»)
«Очень темное дело» 1998(«ЭКСМО»)
«Охота за „мумией“» 2000, («ЭКСМО»)
«На воре шапка горит» 2002 («ЭКСМО»)
«Крутая компания» (две повести в одной книге — «Крутая компания», «Не тормози!», 2001 («ЭКСМО»)
«Голоса трех миров» 2001 («ЭКСМО»)

### Популярная история
«История Америки для детей» 1995, «Ириус»
«История древнего мира» 2001, 2005 «АСТ», «Астрель»

### Псевдоэнциклопедии для детей
- «Энциклопедия юного хулигана», современные злодейские знания 1999, «Лабиринт-К»
- «След динозавра», энциклопедия юного палеонтолога 2003, «Лабиринт Пресс»

### Детские рассказы и сказки
«Ночной полет»
«Тимошины щи»
«Алешин друг»
«Как царевич стал добрым молодцем»
«Непутевый китенок»
«Волшебный цветок»
«Тир-Тир»
«В темные времена»

### Рассказы и сказки для взрослых
«Лагерная жизнь»
«По дороге»
«Утюги»
«Чеченский синдром»
«Паучок»
«Рай — не рай»
«Золотое яйцо»

### Повести
«ШБТП», местами поэма"
СБОРНИКИ РАССКАЗОВ СОВРЕМЕННЫХ АВТОРОВ (составитель)
«Рай-не рай», взрослые сказки"
СТАТЬИ О ЛИТЕРАТУРЕ
«Зеркало детской литературы»
«Десять лет спустя на рынке детской литературы»
«Для детей» и «о детях»